# ستيفن رايت (لاعب كرة قدم بريطاني)
ستيفن رايت (بالإنجليزية: Stephen Wright)‏ (27 أغسطس 1971 في المملكة المتحدة - ) هو لاعب كرة قدم بريطاني في مركز الظهير. شارك مع منتخب اسكتلندا تحت 21 سنة لكرة القدم ومنتخب اسكتلندا الثانوي لكرة القدم ‏ ومنتخب اسكتلندا لكرة القدم. أما مع النوادي، فقد لعب مع برادفورد سيتي ودندي يونايتد وسكونثورب يونايتد ونادي أبردين ونادي رينجرز ووولفرهامبتون واندررز.

## وصلات خارجية
- ستيفن رايت على موقع الاتحاد الإسكتلندي (الإنجليزية)
- ستيفن رايت على موقع قاعدة بيانات كرة القدم.إي يو (الإنجليزية)
- ستيفن رايت على موقع Soccerbase.com (لاعب) (الإنجليزية)